# 盖塞拉尔
盖塞拉尔（法語：Guécélard，法語發音：[ɡeselaʁ]）是法国萨尔特省的一个市镇，属于拉弗莱什区。

## 地理
盖塞拉尔（47°52'33"N, 0°7'46"E）面积12.18 平方千米，位于法国卢瓦尔河地区大区萨尔特省，该省份为法国西北部内陆省份，北起顺时针与奥恩省、厄尔-卢瓦省、卢瓦-谢尔省、安德尔-卢瓦尔省、曼恩-卢瓦尔省和马耶讷省接壤，是法国大西部的入口，连接卢瓦尔河谷、布列塔尼和巴黎盆地。
与盖塞拉尔接壤的市镇（或旧市镇、城区）包括：斯派、伊夫雷勒波兰、帕里涅勒波兰、萨尔特河畔鲁瓦泽。

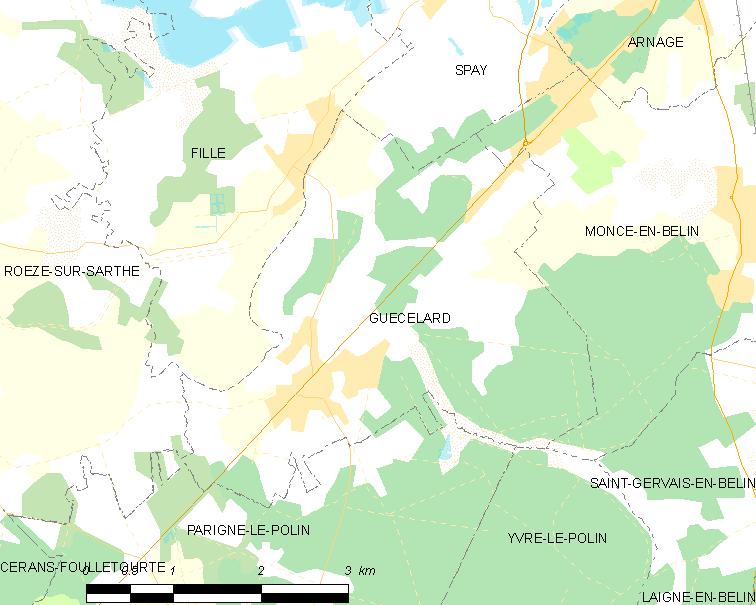
盖塞拉尔的OSM定位图

盖塞拉尔的时区为UTC+01:00、UTC+02:00（夏令时）。

## 行政
盖塞拉尔的邮政编码为72230，INSEE市镇编码为72146。

## 政治
盖塞拉尔所属的省级选区为萨尔特河畔拉叙兹县。

## 人口

1962-2008年间盖塞拉尔人口变化图示

盖塞拉尔于2022年1月1日时的人口数量为3200人。